# Mahmud Kaziu
Efendi Mahmud Kaziu – albański polityk, jeden z delegatów na kongres we Wlorze, podczas którego dnia 28 listopada 1912 roku podpisano Albańską Deklarację Niepodległości.

## Życiorys
Uczestniczył w kongresie we Wlorze, podczas którego dnia 28 listopada 1912 roku podpisano Albańską Deklarację Niepodległości . Reprezentował na konferencji miasto Peqin.